# Illinois Route 111
Pour les articles homonymes, voir Route 111.
Illinois Route 111 souvent simplement appelée Route 111, est une route contourne East Saint Louis sur sa partie sud et Illinois Route 104 à Waverly sur la partie nord. 

## Villes
- E. St. Louis
- Pontoon Beach
- Roxana
- Wood River
- Bethalto
- Alton
- Godfrey
- Brighton
- Medora
- Hettick
- Modesto
- Waverly

## Comtés
- Comté de Saint Clair
- Comté de Madison
- Comté de Jersey
- Comté de Macoupin
- Comté de Morgan